# 雪恋交融
《雪恋交融》（ゆきこいめると）是FrontWing在2015年3月27日發售的戀愛冒險類型成人遊戲，2020年11月26日发售简体中文版。

## 故事簡介
陸崎瞠非常討厭寒冷以及經常下雪的天氣。某天學園的第一奇人－學姐伊奈波兔向瞠提出加入感受冬天美好的「冬天社」的邀請。瞠一開始感到抗拒，但在冬天社其他社員的盛情邀約下決定嘗試感受冬天的樂趣。

## 登場角色

### 主要角色
陸崎瞠
作品男主角。深雪山學園二年級生。很討厭冬天與下雪的天氣。
姬迴垂冰（聲：小倉結衣）
身高：160cm，三圍：B88（E）/ W62/ H90，生日：3月1日，血型：A
深雪山學園二年級女學生，瞠的同班同學，冬天社成員。被社員們稱為「寒冬的愛好者」。實際上不喜歡寒冷。
烈風寺嘩音（聲：あじ秋刀魚）
身高：159cm，三圍：B83（D）/ W56/ H85，生日：8月3日，血型：B
深雪山學園一年級女學生，瞠的學妹，冬天社成員。個性自由奔放。在學園裡有「學園的烈風暴風」之稱。
宇奈月雫里（聲：東かりん）
身高：162cm，三圍：B96（G）/ W60/ H92，生日：2月9日，血型：O
深雪山學園三年級女學生，瞠的學姐，冬天社成員。性格溫和。家裡經營咖啡廳，對自己很會流汗的體質感到困擾。
白雪姬（聲：秋野花）
身高：145cm，三圍：B90（F）/ W55/ H80，生日：6月19日，血型：AB
深雪山學園一年級女學生，瞠的學妹，冬天社成員。個性我行我素。非常喜歡冬天。

### 其他角色
伊奈波兔（聲：鈴谷麻耶）
深雪山學園三年級女學生，瞠的學姐，冬天社社長。被學校的人稱為「圍巾的奇婦人」。覺得不喜歡冬天的瞠很有趣而積極邀請他入社。
美澄湯花（聲：平野響子）
瞠與垂冰的班導師。對於自己二十九歲還單身這件事感到焦慮，並積極想找到結婚對象。
三橋（聲：成瀨未亞）
瞠與垂冰的同班同學。喜歡聊天，也喜歡追尋快樂的事情。經常說黃色笑話。

## 主題曲
片頭曲「 Let it snow」
作詞：桑島由一，作曲、編曲：松本文紀，主唱：Duca
片尾曲「Frosty tale」
作詞：民安友繪，作曲、編曲：，主唱：民安★ROCK

## 評價
雪戀溶解在2015年度「萌系遊戲大賞」獲得角色設計賞並於年間排名獲得第9名。

## 外部連結
- 雪戀交融遊戲官網 （页面存档备份，存于）（日語）